# 那大县
那大县，是中华人民共和国海南省已经撤销的一个建制县，曾在1956年到1958年存在。

## 名字由来
据《儋州志》记载，宋代时铜鼓卫人李希贤任儋州同知，为方便来往客商土著成立那约营。明代嘉靖年间，从嘉应因乱逃亡来儋州的客家先民来到那约对面居住，村落取名南大村（另说“大同村”）。那约、南大因生意竞争发生矛盾冲突。
清代，浙江海盐进士王师旦任儋州知州时，那约、南大发生械斗。王师旦令人在马鞍岭东南的高岭插上红旗，再令人在岭下的雅拉河用大锤敲击河边大石，沿河头尾十里的人趴在地上据说能听到隆隆鼓声，他称此处是皇家操演场，“旗动鼓鸣，千军万马，越挪越大”，劝两村合为一村，从“那约”的“那”和“南大”的“大”以此来命名新村为“那大”村，“那大”也有“越挪越大”的意思。

## 历史
1956年10月，中国共产党海南岛区委员会决定，划出儋县的大成区、那大区和临高县的合庆区，成立广东省海南行政公署那大办事处，筹备那大县。
1956年7月，屯昌县的溪西乡划归广东省海南行政公署那大办事处管辖，在那大县人民委员会正式成立后，溪西乡归属那大县管辖。
1957年2月，又从临高县划出和庆区，归广东省海南行政公署那大办事处管辖。5月10日，国务院全体会议第86次会议决定，设立那大县，县人民政府驻在那大镇。 那大县行政区域包括原属儋县那大区管辖的那大镇、军屯乡、南辰乡、推文乡、大星乡、大石乡、洛基乡、洛南乡、白南乡、吴朗乡，大成区管辖的大成乡、文山乡、和盛乡、调打乡、塘铺乡、新坊乡、洪登乡、楼榕乡、庙陀乡、雅星乡、新让乡，原属临高县和庆区管辖的和庆乡、番加乡、南丰乡、新安乡、油新乡、陶江乡、松门乡、尖岭乡、海孔乡、海昌乡、木排乡、美灵乡、罗便乡、文卷乡、和祥乡、兰洋乡、横岭乡、南茶乡、群大乡，原属屯昌县南坤区管辖的溪西乡。
1957年2月15日，那大县撤区并乡，将全县41个乡镇合并成15个乡镇：那大镇、洛南乡、大星乡、南辰乡、大成乡、和盛乡、楼榕乡、雅星乡、番加乡、南丰乡、陶江乡、兰洋乡、木排乡、和庆乡、和祥乡。7月31日，那大县将行政区划调整为11个乡镇：那大镇、和庆乡、兰洋乡、番加乡、南丰乡、南辰乡、大成乡、雅星乡、洛基乡（洛南乡改为洛基乡）、和盛乡、和祥乡。
1958年4月，那大县人民政府改为那大县人民委员会。1958年10月，那大县成立那大、上游、南丰、东风、八一、宝岛人民公社管理委员会。12月22日，中国共产党广东省委员会书记处会议决定，那大县与儋县合并为儋县。

## 所辖区域
在撤销前，那大县下辖那大人民公社管理委员会、上游人民公社管理委员会、南丰人民公社管理委员会、东风人民公社管理委员会、八一人民公社管理委员会、宝岛人民公社管理委员会。